# История на Германия
Въпреки липсата на германска нация до 1871 г., историята на Германия започва далеч в ерата на германските племена. След Великото преселение на народите, франките успяват да подчинят западните германски племена, които изграждат по-голямата част от Западна Франкия след като Франкската империя пада. Техните императори се виждат като истински наследници на Римската империя и до 1806 г. управляват Свещената Римска империя, обхващаща по-голямата част от Централна Европа. При средновековната германска източна колонизация се наблюдават масивни германски заселвания.
Освен това от Късното средновековие кралете, графовете и принцовете в империята успяват да се сдобият с власт за сметка на императорите и след време стават почти автономни управници на своите територии. Населението в северните държави се превръща в протестантско след протестантската Реформация в началото на XVI век, докато южните държави остават римокатолици. През XVII век опонентите се обръщат един срещу друг в Тридесетгодишната война, оставяйки империята разорена с множество обезлюдени места. От многото германски държави (секционализъм) Прусия успява да стане най-голямата доминираща държава на север, докато Австрия, обединена с Унгария, сформира многоетническа империя на юг.
По време на Наполеоновите войни Франция смила Свещената Римска империя. Те не само преорганизират германските територии, като с това значително намаляват държавите до 39, но също подпомагат за изграждане на политическа система, която се сформира под влиянието на идеалите на Френската революция. След погрома на Наполеон, германските държави встъпват в Германски съюз, водени от Австрия, който цели възстановяването на състоянието отпреди Наполеон. В този съюз Прусия включва много от германските държави в своята търговска свободна зона Zollverein (Цолферайн), в която влиза и Австрия. Опозиция на възвръщането на стария ред, водена от граждани от чужди градове и студенти, довежда до несполучливата Мартенска революция през 1848 г.
През 1866 г. воденият от Прусия Северногермански съюз заменя Германския съюз, оставяйки Австрия извън него. След няколко войни, една от които и срещу Австрия, а последната от които Френско-пруската, през 1871 г. във Версай от този съюз се обявява Германската империя, която е водена от кайзер (тогава Вилхелм I) и негов канцлер (тогава Ото фон Бисмарк). Империята преминава през индустриална революция и повдига националните идеи. През Първата световна война Германия се опитва да си спечели статус, равен на този на най-успешните нации по онова време, а именно Великобритания и Франция. След загубата на Германия в края на войната и примирието през 1918 г. страната се изправя пред териториални загуби, военни репарации и други строги условия, резултат от Версайския мирен договор. Кайзерът трябва да се оттегли и идва демокрацията – Германия става република.
Ваймарската република бива изоставена, когато пруското правителство е прогонено след успешен удар през 1932 г. (продължил до 1933 г.), нацистите превземат властта, а Адолф Хитлер става канцлер на Третия райх. Нацистите правят драстични промени в немското общество и администрация, те извършват Холокоста, анексии и накрая се достига до унищожителната Втора световна война. След загубата на Нацистка Германия Потсдамската конференция оставя страната разделена от съюзниците и лишена от цялата си територия отвъд линията Одер-Найсе (откъдето са изпъдени почти всички германци).
От май 1945 до 1949 г. съюзническите сили, окупирали Германия, властват над цялата страна, а през 1949 г. Федерална република Германия (ФРГ) е създадена от окупационните зони на САЩ, Обединеното кралство и Франция, докато Германска демократична република (ГДР) включва тази на Съветския съюз. ФРГ представлява демокрация, включва се в НАТО и в Европейския съюз, а ГДР е част от Съветския блок, контролиран от СССР в Източна Европа. Двете части на едно цяло са разделени от Берлинската стена. През 1989 г. в развитието на мирната Венденска революция правителството в ГДР е премахнато, а стената е срутена. През 1990 г. ФРГ и ГДР се обединяват.

## Германски племена (100 г. пр. Хр. – 300 г. сл. Хр.)
Смята се, че появяването на германските племена като етнос се случва по време на северната бронзова епоха (1800 – 500 г. пр. Хр.) или най-късно някъде през предримската желязна епоха. През I век пр. Хр. племената от Южна Скандинавия и Северна Германия започват да се разселват на юг, изток и запад. Те влизат в контакт с келтските племена в Галия, както и с ирански, балтийски и славянски племена в Източна Европа. Малко се знае за ранната германска история освен чрез техните срещи с Римската империя (познати са множество атаки на германските племена над Римската империя), етимологически проучвания и археологически открития.
Под властта на император Октавиан Август римският генерал Публий Квинтилий Вар започва нашествие в Германия (име, използвано и за древна област, населявана предимно от тези племена – от Рейн до Урал). Точно през този период германите се запознават с римската тактика и военно изкуство, но успяват да запазят своята племенна идентичност. Известна е загубата на гореспоменатия генерал срещу германските племена през 9 г. сл. Хр. в Тевтобургската гора. Дори се смята, че император Август сънувал кошмари относно тази битка. Териториите, на които е разположена и днешна Германия, остават извън Римската империя. До 100 г. сл. Хр. германи се заселват по Рейн и Дунав, заемайки по-голямата част от днешна Германия. Трети век започва с появяването на редица големи германски племена: алемани, франки, чати, сакси, фризийци, сикамбри и тюринги. Около 260 г. преминават границите и влизат в земя, управлявана от Рим.

## Франките
Кралете Меровинги на германските франки завладяват Северна Галия през 486 г. През V и VI век Меровингите завладяват няколко други германски племена и кралства и ги поставят под свой контрол като автономни графства със смесена франкска и народна кръв. Франкски колонизатори са окуражавани да се преместват в новозавладените територии. На местните завладени германски племена е позволено да запазят своите закони, но са насилвани да сменят религията си.

### Франкска империя
След падането на Западната Римска империя франките създават своя империя под управлението на Меровингите и подчиняват другите германски племена. Швабия става графство в състава на Франкската империя през 496 г. след битката при Болбиак. Хлодвиг I вече управлява по-голямата част от това, което Германия представлява днес и прави експанзии към Саксония, докато югоизточната част от днешна Германия остава под влиянието на остготите. През 531 г. саксонци и франки унищожават кралство Тюрингия. Саксонски преселници се заселват в областта край река Унщтрут. По време на разделянето на Франкската империя техните германски територии са част от Австрия. През 718 г. франконианският майордом Карл Мартел започва война срещу Саксония заради оказаната от нея помощ на Неустрия. Синът на Мартел започва нова война срещу Саксония през 743 г. заради това, че тя оказва помощ на граф Одило Баварски. През 751 г. Пипин Къси, майордом при Меровингските крале, сам приема титлата крал и е назначен от църквата. Франкските крале сега се превръщат в пазители на папата, Карл Велики започва дълга цяло десетилетие военна кампания срещу езическите им съперници – саксонците и аварите. Саксонците (чрез Саксонските войни от 772 – 812 г.) и аварите (791 – 802) впоследствие биват надвити и насилствено покръстени, а техните земи са иззети от Франската империя.

## Средни векове
От 768 до 814 г. Карл Велики разширява Франкската империя в Северна Италия и териториите на всички западни германски племена, включително саксонците и баварците. През 800 г. властта на Карл Велики в Западна Европа е утвърдена чрез неговата коронация за император на Свещената Римска империя. Франкската империя е разделена на марки (графства). Имперските фортификационни места (Kaiserpfalzen) се превръщат в икономически и културни центрове (най-известен от които е Аахен.)
Между 843 и 880 г., след споровете и битките между наследниците на Карл Велики, Франкската империя бива разделена на няколко части чрез Вердюнския договор, Меерсенския договор и Рибмонския мирен договор. Германската империя се появява от Източното франкско кралство, Източна Франкия. От 919 до 936 г. германските народи (франки, саксонци, шваби и баварци) се обединяват под управлението на дук Хайнрих I Птицелов, който става крал. За пръв път към Франкско кралство се добавя терминът „Кралство (Империя) на германците“ („Regnum Teutonicorum“), макар че „Teutonicorum“ в началното си значение означава нещо по-близо до „Царство на германските племена“ или „Германско царство“, вместо царство на германците.
През 936 г. Отон I Велики е коронясан в Аахен. Той засилва кралската власт, като назначава епископи и абати за принцове на империята (Reichsfürsten) и чрез това сформира национална църква. През 951 г. Отон I Велики се жени за овдовялата кралица Аделхайд Бургундска и спечелва короната на Ломбардия. Външните заплахи за кралството биват удържани с решителната победа на маджарите от Унгария близо до Аугсбург в битката при Лехфелд през 955 г. и с подчиняването на славяните между реките Елба и Одер. През 962 г. Ото I е коронован като император на Свещената Римска империя, поемайки наследството на Карл Велики и упражнявайки силно франкско влияние върху папството.
През 1033 г. кралство Бургундия се слива със Свещената Римска империя по време на управлението на Конрад II, първият император от франкската Салическа династия. По време на управлението на неговия син Хенри III Свещената Римска империя подкрепя Клюнийската реформа на църквата – спазване на Божи мир, забрана на симонията (закупуването на църковен сан) и налагане на безбрачие на свещениците. Имперската власт достига своя връх. В Гослар е построено имперско фортификационно укрепление, а империята продължава експанзията си на изток.
В борбата за инвеститурата, започнала между Хайнрих IV и папа Григорий VII относно кой има власт да назначава на духовни служби, императорът бива принуден да се подчини на папата в Каноса през 1077 г., след като е отлъчен от църквата. През 1122 г. се достига до временно помирение между следващия император Хенри V и папата. Последиците от този спор се проявяват в отслабване на Отонианската национална църква (Reichskirche) и увеличаване на силата на имперските светски принцове.
Времето между 1096 и 1291 г. е епохата на кръстоносните походи. Образуват се рицарски религиозни ордени, включващи тамплиерите, хоспиталиерите и Тевтонския орден.
От 1100 г. около имперските фортификационни места – замъци, дворци на епископи и манастири – се построяват нови градове. Те започват да установяват общински права и свободи, докато селското население остава в положение на крепостничество. Всъщност няколко града стават свободни имперски градове, които не зависят от принцове или епископи, но остават подчинени на императора. Градовете се управляват от градски първенци (търговци с дългогодишен пазар). Занаятчиите образуват гилдии, управлявани чрез стриктни правила, чрез които се търсел контрол над градовете. Когато по-големите търговски градове се сдружават в Лига на Ханзата под водачеството на Любек, търговията със Севера и Изтока се засилва,.
В територии на изток от Елба като Бохемия, Силезия, Померания и Ливония, заселени основно със славяни, започва германска колонизация и основаване на нови градове и села.
Между 1152 и 1190 г. по време на управлението на Фридрих I Барбароса от династията Хоенщауфен се достига до изглаждане на отношенията с Велфите чрез субсидии или дарение от Бавария за Хайнрих Лъв, дук на Саксония. Австрия става отделно графство през 1156 г. по силата на Privilegium Minus. Барбароса се опитва да възобнови своя контрол върху Италия. През 1177 г. се достига до спогодба между императора и папата във Венеция.
През 1180 г. Хайнрих Лъв бива прогонен от обществото и Бавария се дава на Ото от Вителсбах (родоначалник на династията Вителсбах, която контролира Бавария до 1918 г.), докато Саксония се разделя.
От 1184 до 1186 г. империята на Хоенщауфен под управлението на Барбароса достига върха си по време на имперски тържества (Райхсфест), състоящи се в Майнц, и женитбата на неговия син Хайнрих в Милано за норманската принцеса Констанс Сицилианска. Властта на феодалните владетели бива подкопана чрез назначаването на министериали (несвободни слуги на императора) като чиновници. Рицарството и съдебният живот са в разцвет, което води до създаването на немска култура и немска литература (виж Волфрам фон Ешенбах).
Между 1212 и 1250 г. Фридрих II създава модерна, професионално администрирана държава в Сицилия. Той подновява своите планове за завладяването на Италия, което води до нов конфликт с папството. В империята обширни независими сили се възкачват като духовни и светски принцове, което води до повишаване броя на независимите територии. Борбата с папата изцежда силата на империята, докато Фридрих II бива отлъчен от църквата на три пъти. След неговата смърт династията на Хоенщауфен слиза от политическата сцена, последвана от период на безвластие, по време на който няма император.
Започвайки през 1226 г. под покровителството на император Фридрих II, тевтонските рицари слагат началото на своите завоевания в Прусия, след като са поканени в Хелминската земя от полския херцог на Мазовия Конрад I. Местните балтийски пруси се завладени и покръстени от рицарите след много битки, а по източния бряг на Балтийско море са основани множество германски градове. От 1300 г. обаче империята започва да губи територии по всички свои граници.
По време на своето управление от 1493 до 1519 г. Максимилиан I се опитва да направи реформа в империята – създава се Върховен имперски съд (Reichskammergericht), налагат се имперски данъци, силата на Райхстага се увеличава. Въпреки всичко реформите остават безсилни пред продължаващото разделяне и раздробяване на териториите.
Неуспешните преговори между император Лудвиг IV и папството водят през 1338 г. до декларацията на Рензенски договор, чрез която след избиране на определен владетел той моментално приема титлата и владее империята без да изчаква потвърждението на папата.
Между 1346 и 1378 г. император Карл IV от Люксембург, крал на Бохемия, започва опити да възстанови имперската власт.
Около средата на XIV век Черната смърт опустошава Германия и други големи части от Европа. Започват гонения срещу евреите на религиозна и икономическа основа, като много от тях успяват да избягат в Полша.
Златната була от 1356 г., наречена така заради златния си печат, определя, че в бъдеще императорът трябва да се избира от четирима светски избиратели (краля на Бохемия, пфалцграфа на Рейн, графа на Саксония и маркграфа на Бранденбург) и трима духовници (епископите на Майнц, Трир, Кьолн).
След катастрофите на XIV век в резултат от икономически, религиозни и политически промени започва да се оформя ранното съвременно европейско общество. Създава се парична икономика, която провокира социално недоволство сред рицари и селяни. В крайна сметка от феодализма се появява капиталистическата система. Семейство Фугер се прочува със своите комерсиални и финансови дейности, които ги превръщат в основни финансисти на духовните и светски владетели.
Рицарските слоеве на обществото разбират, че техният монопол върху силата и военните умения е подкопан от възприемането на наемни армии и пехота. Появяват се така наречените „рицари-крадци“, като започват да се срещат все по-често. От 1438 г. династията Хабсбург, която контролира по-голямата част от югоизточната част на империята (части от днешна Австрия, Словения, Бохемия и Моравия след смъртта на крал Лайош II през 1526 г.), държи здраво поста на император на Свещената Римска империя до 1806 г. (с изключение на периода 1742 – 1754 г.). Тази ситуация обаче води до увеличаващо се разединение и пречи на отделни части на империята да се обединяват, създавайки нации като тези във Франция и Англия.

## Ранна нова история

### Реформация и Тридесетгодишната война
Около началото на XVI век в Свещената Римска империя се заражда вълна от недоволство, причинена от нередности като привилегии за Римокатолическата църква. Това подтиква към желание за реформи.
През 1517 г., когато Мартин Лутер закачва 95-те тезиса на врата на църквата в Витенберг, започва реформацията. В списъка се описват 95 неща, които според него са неприемливи относно вътрешната структура на Църквата, включително продажбата на привилегии.
През 1520 г. Лутер е обявен за човек извън закона при Диета на червеи. Въпреки това реформата се разпространява бързо, подпомогната от войната на император Карл V срещу Франция и турците. Криейки се в замъка Вартбург, Лутер успява да преведе Библията от латински на немски като с това поставя основите на народностния немски език.
През 1524 г. в Швабия, Франкония и Тюрингия започва Селската война срещу властващите принцове и лордове, последвана от появата на проповядващи свещеници реформисти. Но бунтовете, които всъщност са замислени от опитни във войната благородници като Гьотц фон Берлихинген, Флориан Геуер (във Франкония) и теолога Томас Мюнцер (в Тюрингия) скоро биват потушени от териториалните принцове. Пресметнато е, че над 100 хиляди селяни са били избити , обикновено след края на битките .
От 1545 г. в Германия започва Контрареформацията. Основната сила е осигурена от ордена на йезуитите, сформиран от испанеца Игнатий Лойола. Населението в Централна и Североизточна Германия е по това време почти изцяло протестантско, докато в Южна и Западна остава преобладаващо католическо. През 1546 г. император Карл V успява да победи Лигата Шмалкалдик, която представлява сдружение на протестантски териториални владетели.
Аугсбургски мир – през 1555 г. Лутеранската вяра бива призната, но договорът също задължава религията на определена териториална държава в Империята да е същата като тази на владетеля (Cuius regio, eius religio).
През 1556 г. Карл V абдикира. Хабсбургската империя бива разделена. Испания също бива разделена от имперските владения.
През 1608 – 1609 г. се образуват Протестантският съюз и Католическата лига.
От 1618 до 1648 г. в Свещената Римска империя се разразява т.нар. Тридесетгодишна война. Причините за нея се коренят в противоречията между католици и протестанти, в усилията на определени териториални държави в Империята да увеличат властта си и опита на императора да постигне религиозно и политическо обединение на Свещената Римска империя. Повод за войната е бунтът на протестантското благородие в Бохемия срещу императора (Пражка дефенестрация), но конфликтът се разраства след крал Кристиан IV от Дания (1625 – 29), Густав II Адолф от Швеция (1630 – 48) и Франция под управлението на Кардинал Ришельо, регент на младия Луи XIV (1635 – 48). Територията на Германия е основното място, където войната се разиграва и мястото на последния конфликт между Франция и Хабсбургите за надмощие в Европа. Като резултат от войната големи райони в Германия остават разорени, страната губи приблизително една трета от своето население и достига до изчерпване.
Войната завършва през 1648 г. с подписването на Вестфалски мирен договор, което става в Мюнстер и Оснабрюк. С този договор Империята губи територии за сметка на Франция и Швеция, а Холандия напуска Свещената Римска империя като де факто е отцепена от тези територии още преди 80 години. Имперската власт започва все повече и повече да намалява, докато правата на териториалните държави се увеличават и множат.

### Край на Свещената Римска империя
От 1640 г. Бранденбург-Прусия започва да увеличава своята сила под управлението на Фридрих Вилхелм. Вестфалският мирен договор, подписан през 1648 г. ѝ дава допълнителна мощ чрез завладяването на Източна Померания. Създава се форма на управление, базирана на абсолютизъм.
През 1701 г. Фридрих Ванденбургски е коронован за крал в Прусия. От 1713 до 1740 г. крал Фридрих Вилхелм I, също познат като „краля войник“ създава високоцентрализирана териториална държава.
През това време Луи XIV, владетел на Франция, успява да завладее отделни части от Елзас и Горна Лотарингия (1678 – 1681) и нахлува и опустошава териториите на пфалцграфа (1688 – 1697). Луи XIV успява да се възползва от неприятностите на Империята с турците, които застрашават Австрия. „Кралят слънце“ в края на краищата се отказва от своите намерения относно пфалцграфа.
През 1683 г. турците са победени извън Виена от полска подпомагаща армия, водена от крал Ян III Собиески докато самият град е защитаван от имперски и австрийски войски под командването на Карл IV, дук на Лотарингия. Унгария отново е покорена и по-късно става нова дестинация за немски заселници. Австрия под властта на Хабсбургите развива голяма сила.
Във Войната за австрийското наследство (1740 – 1748) Мария Тереза успешно се преборва за наследяване на трона. Но в Силезийските войни и Седемгодишната война се налага тя да предаде Силезия на Фридрих II Велики, крал на Прусия. След Хубертсбургския мирен договор през 1763 г. между Австрия, Прусия и Саксония, Прусия се превръща в европейска велика сила. Това дава началото на борбата между Прусия и Австрия за водачество на Германия.
От 1763 г. срещу съпротивата от страна на аристократите и гражданите в Прусия и Австрия се оформя „просветен абсолютизъм“, според който владетелят е „главен служител на териториалната страна“. Икономиката се развива и се провеждат законови реформи, включително премахване на мъченията и подобряване на статуса на евреите. През това време започва и освобождаването на селяните. Започва да се развива образованието.
През 1772 – 1795 г. Прусия взема участие в разделянето на Полша, заемайки западните територии на Жечпосполита, което води до векове на полска съпротива срещу германската власт.
Френската революция подпалва нова война между Франция и някои от нейните източни съседи, включително Прусия и Австрия. След Базелския мир, подписан през 1795 г. с Прусия, западният бряг на Рейн е отстъпен на Франция.
Наполеон I Бонапарт възобновява войната срещу Империята. През 1803 г. чрез „Reichsdeputationshauptschluss“ (Германска медиатизация) той унищожава почти всички църковни и по-малки светски териториални държави, както и повечето от имперските свободни градове. В Югозападна Германия се създават нови средно големи държави. От своя страна Прусия придобива нови територии в северозападната част на Германия.
Свещената Римска империя формално престава да съществува на 6 август 1806 г., когато последният ѝ император Франц II абдикира. Неговото семейство продължава да се нарича „австрийски императори“ до 1918 г. През 1806 г. под протекцията на Наполеон се създава Рейнският съюз.
След като пруската армия е разбита от френските революционерски сили при Йена и Ауерщет, през 1807 г. се подписва Тилситският мирен договор. Чрез него всички пруски земи на запад от Елба преминават към Франция и се образува кралство Вестфалия под управлението на брата на Наполеон, Жером. Някои от териториите от Полша, завладени от Прусия, биват завзети от Варшавското херцогство.
От 1808 до 1812 г. в Прусия стават редица промени. фрайхер фом Щайн и фрайхер фон Харденберг провеждат реформи, включително закона за общинското управление, освобождаване на селяните и на евреите. Реформа на армията е предприета от пруските генерали Герхард фон Шарнхорст и Аугуст фон Гнайзенау.
През 1813 г. започват Войните за освобождение, след което следва и унищожаването на наполеоновата армия по време на неговия поход в Русия (1812). След Битката на нациите при Лайпциг Германия е освободена от френска власт. Рейнският съюз се разпуска.
Наполеон I най-накрая е победен при Ватерло от британския военачалник Артър Уелсли, граф на Уелинтън, и прусака Гебхард Леберехт фон Блюхер.

## Германски съюз

### Възобновяване и революция
След падането на Наполеон европейските монарси и владетели на териториални държави се събират през 1814 г. във Виена, за да направят реорганизация на делата в Европа под водачеството на австрийския принц Клеменс фон Метерних. Политическите принципи, около които се обединява Виенският конгрес включват възобновяването, законността и единството на владетелите относно потискането на революционни и националистически идеи.
На територията на предишната Свещена Римска империя на германския народ се образува Германски съюз (Deutscher Bund), представляващ нестабилен съюз от 39 териториални държави (35 властващи принца и 4 свободни градове) под водачеството на Австрия. Съюзът има Федерално събрание (Bundestag), заседаващо във Франкфурт на Майн.
През 1817 г., вдъхновени от либералните и патриотични идеи на обединена Германия, студентски организации се събират на „Фестивал Вартбург“ в замъка Вартбург, Айзенах, Тюрингия. На това събиране биват изгорени реакционни книги.
През 1819 г. студентът Карл Лудвиг Занд убива писателя Аугуст фон Коцебу, който преди това се подиграва на либералните студентски организации. Принц Метерних използва убийството като повод за свикване на конференция в Карлсбад, на която участват Прусия, Австрия и още осем държави и на която издават Декретите Карлсбад, чрез които се започва упражняването на цензура, а университетите попадат под наблюдение. Декретите полагат началото на така нареченото „преследване на демагозите“, насочено директно към лица, обвинени в разпространяване на революционерски и националистически идеи. Сред преследваните са поетът Ернст Мориц Арнт, публицистът Йохан Йозеф Гьорес и „бащата на гимнастиката“ Лудвиг Ян.
През 1834 г. се създава Германски митнически съюз (на немски: Deutscher Zollverein) между Прусия и повечето от германските териториални държави, като Австрия остава извън това обединение.
Растящото недоволство от политическия и социален ред, наложен от Виенския конгрес води до сблъсък през 1848 г. при Мартенската революция в германските държави. През май Националното германско събрание (Франкфуртски парламент) заседава в църквата „Св. Павел“ във Франкфурт на Майн, за да създаде основите на национална германска конституция.
Революцията от 1848 г. обаче се оказва неуспешна. Крал Фридрих Вилхелм IV Пруски отказва имперската корона, Франкфуртският парламент се разпуска, а властващите принцове потискат бунтовете чрез военна сила. Германският съюз се подновява през 1850 г.
През 1862 г. принц Бисмарк е номиниран за главен министър на Прусия като акт срещу либералната опозиция, която го вижда като реакционер.
През периода 1863 – 1864 г. спорът между Прусия и Дания относно Шлезвиг се задълбочава, който, за разлика от Холщайн, не е част от Германския съюз и който датските националисти искат да включат в състава на Датското кралство. Диспутът води до Германо-датска война, в която Прусия, подкрепена от Австрия, побеждава Дания. Победената страна дава Шлезвиг и Холщайн на Австрия и Прусия. Впоследствие управлението на двете херцогства води до засилване на напрежението между Австрия и Прусия, което от своя страна води до Австро-пруската война (1866). Прусаците побеждават във войната чрез решителната си победа в Битката при Кьонихграц, където войската се командва от Хелмут фон Молтке Старши.

## Северногермански съюз
През 1866 г. Германската конференция се разпуска. На нейно място се създава Северногерманският съюз (Norddeutscher Bund), ръководен от Прусия. Австрия не е в него и остава извън германските дела до края на XIX и началото на XX век.
Северногерманският съюз е временно обединение, съществуващо от 1867 до 1871 г., между разпадането на Германския съюз и образуването на Германската империя, водена от Ото Бисмарк, който е обявен за канцлер. Чрез този съюз Прусия получава контрол върху повече от 22 териториални държави в Северна Германия и (чрез Цолферайн) Южна Германия.

## Германска империя
Междуособиците между Франция и Прусия относно възможността наследникът на испанския трон да е германски кандидат – на което Франция се противопоставя – представлява френския претекст за началото на Френско-пруската война (1870 – 1871). Поради участието на Северногерманския съюз във войната се включват и южни германски териториални държави. Техните войски, заедно с тези на Прусия, командвани от Хелмут фон Молтке Старши, атакуват френските сили, окупирали Саарбрюкен, а през август 1870 г. започват инвазия във Франция. След множество битки, спечелени от Прусия, следва най-големият погром на френската армия, когато в Битката при Седан бива заловена почти цялата френска армия, водена от император Наполеон III, а самият император е взет в плен. Когато във Франция се извършва безкръвен преврат и властта бива сменена, пада и Втората Френска империя. Въпреки тежките загуби новата република решава да продължи войната още няколко месеца. Започва обсадата на Париж, която продължава с месеци, нанасяйки най-големите дотогава щети на столицата. Няколко месеца след вдигането на обсадата и след изпратените от страна на Прусия помощи за града се подписва Франкфуртският мирен договор. В него се казва, че Франция е задължена да плаща на Прусия военни репарации и да отстъпи териториите Елзас и Лотарингия на Германия. След като Германия определя границата според етническите немски диалекти и култура на местното население, Франция обявява новата граница за спорна, тъй като в определени малки райони от тези земи живее и френскоговорещо население.
По време на обсадата на Париж германските принцове се събират в Залата на огледалата във Версайския дворец и на 18 януари 1871 г. обявяват пруския крал Вилхелм I за германски император. По този начин се появява Германската империя, обхващаща 25 териториални държави, три от които са градове на Ханзата. Ото фон Бисмарк отново е назначен за канцлер. Това е така нареченото решение „Малка Германия“, след като Австрия не е включена в империята.

### Епоха на Бисмарк
Вътрешната политика на Бисмарк като канцлер на Германия се характеризира с битката му с враговете на протестантската пруска държава. В така наречената Kulturkampf (1872 – 1878, Културкампф) той се опитва да намали влиянието на Римокатолическата църква и нейното политическо оръжие – Католическата централна партия, чрез няколко мерки като например приемането на граждански брак – но без особен успех. Милиони негермански поданици на Германската империя, като полски, датски и френски малцинства, биват дискриминирани. Провежда се и политика на германизация.
Друга заплаха представлява издигането на Социалистическата работническа партия (по-късно позната като Германска социалдемократическа партия), чиято обявена цел е образуването на нов социалистически ред чрез реформиране и промяна на съществуващия политически и социален ред. От 1878 г. Бисмарк се опитва да ограничи и потисне движението на социалдемократите, като обявява партийната организация, събранията и по-голямата част от вестниците им за незаконни. От друга страна, той се надява да спечели подкрепата на работническата класа за Империята чрез въвеждане на социална осигурителна система.
Основната цел на Бисмарк е да запази разрастващата се сила на Германия чрез система от международни съюзи и опит за потискане на кризите, докато страната е напълно готова да ги посрещне. От огромна важност също е и задържането и изолацията на Франция, защото Бисмарк се страхува, че тя би създала съюз с Русия, за да отмъсти за загубата на Елзас и Лотарингия.
Съюзът на тримата императори се подписва през 1873 г. (основното споразумение е подписано на 11 октомври 1881 г.) от Русия, Австрия и Германия. В него се твърди, че републиканизмът и социализмът са общи врагове и че трите сили ще обсъждат всички въпроси, свързани с външната политика. Бисмарк се нуждае точно от подобен съюз, за да държи Франция изолирана.
През 1879 г. Бисмарк сформира Двоен съюз между Германия и Австро-Унгария с премълчаната цел двете държави да се защитават взаимно в случай на атака от страна на Русия, която не е доволна от Берлинския конгрес, който ревизира подписания на 3 март 1878 г. Санстефански мирен договор.
Създаването на Двойния съюз кара Русия да заеме по-отстъпчива позиция, като това води до подписването през 1887 г. на така наречения Договор за презастраховане с Германия. В него двете сили се съгласяват на взаимна военна помощ в случай, че Франция нападне Германия или Австрия нападне Русия.
През 1882 г. Италия се включва в Двойния съюз, създавайки Троен съюз. Тя иска да защити интересите си в Северна Африка срещу френската колониална политика. В замяна на подкрепа от страна на Германия и Австрия, Италия се задължава да подпомогне Германия в случай на военен конфликт с Франция.
Дълго време Бисмарк отказва да се съгласи с желанието на Вилхелм I за превръщането на Германия в световна сила чрез създаване на немски колонии („място под слънцето“ – първоначално казано от Бернхард фон Бюлов). Бисмарк иска да избегне напрежение между великите европейски сили, което би застрашило сигурността на Германия. Но когато между 1880 и 1885 г. световната ситуация се оказва подходяща, Бисмарк се съгласява и в Африка се образуват няколко колонии: Того, Камерун, Германска Югозападна Африка и Германска Източна Африка; в Океания: Германска Нова Гвинея, Архипелаг Бисмарк и Маршалови острови. Всъщност самият Бисмарк подпомага събирането на Берлинската конференция през 1885 г. На конференцията се поставя интернационална насока за завоюването на африканската територия. Тя също дава тласък на „Надпреварата за Африка“ и „новия империализъм“.
През 1888 г. кайзер Вилхелм I умира на 91-годишна възраст. След него властва неговият болен син Фридрих III, който умира едва след 99 дни управление. На трона се възкачва 29-годишният и амбициозен Вилхелм II, син на Фридрих. Политически и лични разногласия между Ото фон Бисмарк и новия монарх, който иска да бъде „свой канцлер“, водят до оставката на Бисмарк през 1890 г.

### Епоха на Вилхелм
Когато Бисмарк напуска своя пост, Вилхелм II обявява, че ще продължи външната политика на стария канцлер. Но скоро е избран нов политически път, който цели да засили германското влияние в света (Weltpolitik). Презастрахователният договор с Русия не бива подновен. Вместо това Франция подписва съюз с Русия срещу Тройния съюз на Германия, Австро-Унгария и Италия. Самият Троен съюз обаче е подкопан от различията между Австрия и Италия.
От 1898 г. германската колониална експанзия в Източна Азия (Киаучоу, Мариански острови, Каролински острови, Самоа) води до напрежение в отношенията между Германската империя и Обединеното кралство, Русия, Япония и САЩ. Строежът на Багдадската железница, финансирана от германски банки и целяща свързване на Северно море с Персийския залив през Босфора, също се сблъсква с британските и руските геополитически и икономически интереси.
За да предпази търговията и колониите на Германия, адмирал Алфред фон Тирпиц започва програма по строеж на военни кораби през 1898 г. Тя представлява директна заплаха за британската хегемония по море. В резултат на това съюзът между Германия и Великобритания се разпада. Германия бива скоростно изолирана.

### Първа световна война
Империалистическата политика и решителното преследване на националните интереси в края на краищата водят до началото на Първата световна война през 1914 г. Като повод е използвано убийството на австрийския наследник Франц Фердинанд и неговата жена на 28 юни 1914 г. в Сараево, столицата на Босна и Херцеговина, от сръбския националист Гаврило Принцип. Причините, заложени във войната, включват противопоставящите се европейски държави, надпреварата във въоръжаването, немско-британското съперничество и надвисналата мобилизация и ултиматуми (основното вярване е, че войната ще бъде кратка). Германия воюва на страната на Австро-Унгария, България и Османската империя срещу Русия, Франция, Великобритания, Италия, Япония и няколко други по-малки държави. Войната се разраства и из Близкия изток и германските колонии.
На запад Германия води война съпътствана от кървави битки. След кратък марш през Белгия, немските войски са спрени на Марна, северно от Париж. До края на войната фортификационните линии във Франция се променят незначително. На изток, въпреки липсата на решителни победи срещу руската армия, вкарването в капан и унищожаването на големи части от русите в Битката при Таненберг, последвана от малки австрийски и германски успехи, водят до триумф над руските сили и мир. Британската морска блокада в Северно море има ужасяващ ефект върху доставките до Германия на суров материал и храни. Включването на САЩ във войната през 1917 г., последвало германската декларация за неограничено морско военно дело, бележи повратна точка във войната срещу Германия.
В края на октомври 1918 г. единици от военните сили на Германия при Кил в северната част на страната, отказват да потеглят към последна мащабна операция във войната, която те смятат за загубена. Това води до Германската революция от 1918 – 1919 г., наречена още Ноемврийска революция. На 3 ноември бунтовете се разпростират до други градове и териториални държави на страната, в много от които се образуват така наречените работнически и войнишки съвети.
Кайзер Вилхелм II и всички германски властващи принцове абдикират. На 9 ноември 1918 г. социалдемократът Филип Шайдеман обявява страната за република. На 11 ноември в Компиен е подписано примирие, което слага край на войната. Впоследствие, с помощта на Райхсвер и Фрайкорпс революцията е жестоко потушена през първата половина на 1919 г.

## Ваймарска република
На 28 юни 1919 г. е подписан Версайският мирен договор. Германия губи Елзас-Лотарингия, Еуен-Малмеди, Северен Шлезвиг и областта Клайпеда. Полша е възобновена и по-голямата част от провинциите Позен и Западна Прусия, както и някои части от Горна Силезия се сливат с предишната страна след бунтове и отделни въстания. Всички германски колонии са дадени на Антантата. Източните и западни брегове на Рейн трябва да бъдат демилитаризирани. Индустриално важната област Саарланд е управлявана от Обществото на народите за 15 години, а залежите от въглища там са управлявани от Франция. След края на срока, посочен от договора, бъдещето на Саарланд трябва да се реши на референдум. За да подсигурят изпълняване на условията на договора, сили на Антантата окупират левия (германски) бряг на Рейн за период от 5 – 15 години. Германия и нейните съюзници поемат отговорност за война и според чл. 231 от Версайския договор, трябва да платят финансови репарации за всички загуби и щети, нанесени на Антантата.
Германската армия е ограничена до 100 000 офицери и войници, тя трябва да бъде професионална и по този начин няма възможност да събира резерви, генералният щаб трябва да се разпусне, а големи количества от военен материал се предават на производителите на амуниции. Военноморските сили също биват ограничени до няколко кораба с водоизместимост до 10 000 тона, а военновъздушните сили и подводниците са забранени. 
Унизителните условия на мир провокират негодувание из цяла Германия и сериозно отслабват новия демократичен режим.
На 11 август 1919 г. влиза в сила Ваймарската конституция, с Фридрих Еберт като първи президент.
Въпреки това, най-големите врагове на демократичния ред са законни според конституцията. Така през декември 1918 г. е основана Комунистическата партия на Германия (KPD), последвана през януари 1919 г. от Германската работническа партия, по-късно позната като Националсоциалистическа германска работническа партия (NSDAP). И двете партии използват безсъвестно в своята борба срещу Ваймарската република свободите, осигурени им от новата конституция.
През първите месеци на 1920 г. намаляването на броя на Райхсвер до 100 000 души, както е според Версайския мирен договор, и разпускането на много фрайкорпс – единици, изградени от доброволци – създава трудности. Недоволството е използвано от крайно десния политик Волфганг Кап. Той повежда разбунтувалите се фрайкорпс на марш към Берлин и се обявява за райхсканцлер. Само след четири дни държавният преврат се проваля, поради липсата на подкрепа от страна на цивилните служители и офицери. Други градове са разтърсени от бунтове и въстания, които са кърваво потушени.
През 1922 г. Германия е първата държава, която установява дипломатически взаимоотношения със СССР след раздвижването на френски и британски сили и оттеглянето на американските сили от Европа. Чрез Рапалския договор Германия признава Съветския съюз. Договорът също представлява отказ от каквито и да било териториални и финансови претенции. Двете правителства също се договарят да нормализират дипломатическите си отношения.
Когато Германия не изплаща своите репарационни дългове, през януари 1923 г. френски и белгийски войски окупират индустриалната Рурска област. Германското правителство окуражава населението на Рур да оказва пасивна съпротива – магазините не продават стока на чуждестранни войници, миньорите не копаят за чуждите войски, трамваи, където са седнали членове на окупаторската армия, биват изоставяни на средата на улицата. Това се оказва ефективен подход, вследствие на който окупацията се превръща в загуба на пари за френското правителство. Но борбата за Рур също води до голямо ниво на инфлация и много от тези, загубили цялото си състояние, се превръщат във врагове на Ваймарската република и гласуват за антидемократичното право.
През септември 1923 г. лошите икономически условия карат канцлера Густав Щреземан да спре пасивната съпротива в Рур. През ноември неговото правителство представя нова валута Рентенмарк (по-късно: Райхсмарк) заедно с други мерки за спиране на хиперинфлацията. През следващите шест години икономическото състояние се подобрява. През 1928 г. продукцията на германската индустрия успява отново да достигне предвоенните нива от 1913 г.
Вечерта на 8 ноември 1923 г. шестстотин въоръжени мъже от SA обграждат бирария в Мюнхен, където са се събрали управниците на Бавария и местните Райхсвер. Шурмовият отряд е воден от Адолф Хитлер. Роден в Австрия през 1889 г., бивш доброволец в германската армия през Първата световна война и настоящ член на нова партия, наречена НСГРП (Националсоциалистическа германска работническа партия), той дотогава е съвсем неизвестен. Хитлер се опитва чрез сила да накара тези управници да се присъединят към него и заедно да потеглят към Берлин, за да завземат властта (Бирен пуч). Той по-късно е арестуван и осъден на пет години затвор, но пуснат на свобода след по-малко от година през 1924 г.
Изборите, проведени през 1924 г., водят до победа на десните. Фелдмаршал Паул фон Хинденбург, поддръжник на монархията, е избран за президент през 1925 г.
През октомври 1925 г. е подписан Локарнският договор между Германия, Франция, Белгия, Великобритания и Италия, който поставя границата на Германия с Франция и Белгия. В допълнение Великобритания, Италия и Белгия се задължават да помогнат на Франция в случай, че немски войски настъпят към демилитаризираната Рейнланд. Този договор проправя пътя на Германия за нейното допускане до Обществото на народите през 1926 г.
Германски активи на стойност около 1 млрд. британски лири са присвоени от страните-победителки. Същевременно САЩ и Великобритания дават заеми в размер на 1,5 млрд. британски лири на Германия, които помагат за бързото възстановяване на страната. Германия не покрива всички плащания по дълга си и между 1926 и 1929 г. САЩ получава 20% от заетите на Германия пари, без шансове за пълно изплащане. 
Крахът на Уолстрийт през 1929 г. поставя началото на Голямата депресия. Ефектът от тази световна икономическа криза достига и до пределите на Германия, където икономическото състояние се влошава скоростно. През юли 1931 г. Darmstädter und Nationalbank – една от най-големите немски банки – фалира, а през първите месеци на 1932 г. броят на безработните достига повече от 6 млн. души.
В допълнение към западащата икономика идват и политическите проблеми, изразяващи се в невъзможността на партиите в Райхстага да образуват правителствено мнозинство. През март 1930 г. президентът Хинденбург назначава Хайнрих Брюнинг за канцлер. За да успее да изпълни своите сурови мерки за намаляване на мнозинството на социалдемократите, комунистите и членовете на НСГРП, Брюнинг издава спешни укази и дори разпуска парламента. През март и април 1932 г. Хинденбург е преизбран за президент.
От множеството малки партии, участващи в народните избори през 1932 г., най-голяма е НСГРП. Пруското правителство е изгонено чрез преврат (Preussenschlag) през 1932 г. На 31 юли същата година НСГРП получава 37,3% от гласовете. През изборите на 6 ноември тя получава по-малък, но все пак най-големия от всички други процент гласове 33,1%, което я прави най-голямата партия в Райхстага. Комунистическа партия на Германия (КПГ) е на трето място с 15%. Заедно антидемократичните леви и десни партии създават мнозинство в парламента. НСГРП дължи успеха си до известна степен на това, че тя е много популярна сред младите гласоподаватели, които не успяват да си преминат професионално обучение и които имат слаба надежда за бъдеща работа, сред ниската средна класа на обществото, която губи своето имущество по време на голямата инфлация през 1923 г., сред селското население и сред големия брой безработни.
На 30 януари 1933 г., под натиск от страна на канцлер Франц фон Папен и други консерватори, президентът Хинденбург назначава Адолф Хитлер за канцлер.
- Резултати от избори във Ваймарската република в периода 1919 – 1933, Избори 1932, 1933

## Третият Райх

### Нацистка революция
За да подсигури мнозинството на НСГРП в Райхстага, Хитлер свиква нови избори. Вечерта на 27 февруари 1933 г. в сградата на Райхстага пламва пожар. Хитлер хитро хвърля вината върху несъществуващ комунистически бунт и убеждава президента Хинденбург да подпише Заповед на Райхпрезидента за защита на народа и държавата (на немски: Verordnung des Reichspräsidenten zum Schutz von Volk und Staat). Тази заповед, която остава в сила до 1945 г., отменя важни политически и човешки права във Ваймарската конституция. Комунистическите сдружения са забранени, но по онова време не и самата комунистическа партия.
Единадесет хиляди комунисти и социалисти са арестувани и отведени в концентрационни лагери, където те остават в ръцете на Гестапо, новообразуваната тайна полицейска сила (9000 от затворниците са осъдени, а голям брой за екзекутирани). Комунистическите народни представители са отведени в арест (въпреки своите конституционни привилегии).
Въпреки терора и безпрецедентната пропаганда, последните свободни Общонародни избори на 5 март 1933 г. донасят 43,9% на НГСРП, което не представлява удовлетворение за Хитлер, защото не му донасят мнозинство в Райхстага. Заедно с Германската народна партия той успява да образува мнозинство в парламента. В съюз с Католическата централна партия на Германия, Хитлер успява да убеди нужните две трети от Парламента, за да се приеме Упълномощителният закон, който дава на неговото правителство пълна законодателна власт. Единствено социалдемократите гласуват против този закон. Той дава основа за диктаторство, разпускането на Федералните провинции на Германия, като всички търговски съюзи и политически партии освен Националсоциалистическата партия са забранени. Дава се начало на нов централизиран тоталитарен режим, който вече не се подчинява на демократичната Ваймарска конституция. Германия напуска ОН. Коалиционният парламент е измамен на съдбоносния 23 март 1933 г. като липсата на някои от депутатите, които всъщност са убити или арестувани, се обяснява с доброволно отсъствие и следователно техните права за гласуване в Парламента са премахнати. Впоследствие през юли Централната католическа партия се разпуска доброволно като в замяна антикомунистът папа Пий XI подписва с Германия Райхсконкордат. С тези политически маневри Хитлер постига вливането на тези гласоподаватели в неговата партия и дългоочакваното приемане на неговия режим. Интересно е да се отбележи, че според проучванията на професор Дик Гиъри, Хитлер получава по-голяма подкрепа на изборите от протестантското население. Комунистическата партия е забранена през април 1933 г.
Въпреки това много лидери на нацисткия Щурмови отряд (Sturmabteilung) остават разочаровани. Главнокомандващият на SA Ернст Рьом прави опити да внедри своя отряд в Верхмахта под негово управление. В тези действия Хитлер усеща заплаха за самия себе си. През уикенда на 30 юни 1934 г. той издава заповед на SS да заловят Рьом и неговите лейтенанти и да ги екзекутират без съд (случка, позната като Нощта на дългите ножове).
SS се превръща в независима организация под командването на Райхсфюрер SS (Reichsführer SS) Хайнрих Химлер. Той ще стане и надзирател на Гестапо и на концентрационните лагери, а след това и на обикновената полиция. Хитлер образува Waffen-SS като отделна войска.
Режимът на фюрера е изявено жестоко настроен срещу евреите. През септември 1935 г. Райхстагът гласува за така наречените Нюрнбергски закони, насочени срещу еврейските граждани. Евреите губят своето германско гражданство и им се забранява да сключват брак с нееврейски германци. Около 500 000 отделни лица са засегнати от новите закони.
Хитлер отново създава немските въздушни сили и военна повинност. Новото въоръжаване представлява очевидно престъпване и Версайския мирен договор, но нито Обединеното кралство, нито Франция, нито Италия правят нещо друго освен словесен протест.
През 1936 г. германски войски навлизат в демилитаризираната Райнланд. В такъв случай договорите от Локарно задължават Великобритания да подпомогне Франция, но въпреки протестите на френското правителство, Обединеното кралство решава да не прави нищо по въпроса. Успешният удар засилва властта и позицията на Хитлер в Германия. Неговата репутация продължава да расте и по време на Летните олимпийски игри през 1936 г., които се провеждат едновременно в Берлин и в Гармиш-Партенкирхен и които се оказват още един голям успех за пропагандата на режима.

### Експанзия и поражение
След създаването на оста Рим-Берлин заедно с Бенито Мусолини и подписването на Антикоминтерновия пакт с Япония, към който Италия се присъединява след една година – през 1937 г., Хитлер поема офанзивна външна политика. На 12 март 1938 г. германски сили навлизат в Австрия, където нацисткият държавен преврат през 1934 г. се оказва неуспешен. Когато фюрерът влиза във Виена, той е посрещнат със силни овации. След четири седмици 99% от населението гласува за сливането на своята страна с Германската империя. С това Хитлер успява да постигне старата идея за всеобхващаща Германска империя, включваща и Австрия – решението за „Голямата Германия“, от което Бисмарк се отказва през 1871 г., когато се обединяват немскоговорещите земи под лидерството на Прусия. Въпреки че анексията е пряко погазване на Сен-Жерменския договор, който забранява сливането на Австрия с Германия, Западните сили отново просто протестират.
След Австрия Хитлер обръща очи към Чехословакия, където 3,5-милионното малцинство от судетски немци настоява за равни права и самоуправление. На Мюнхенското споразумение през септември 1938 г. Хитлер, италианският лидер Мусолини, британският министър-председател Невил Чембърлейн и френският министър-председател Едуар Даладие се съгласяват за отстъпване на териториите от Чехословакия, населени със судетски немци, на Германския Райх. С това Хитлер обявява, че всички териториални искания на Райха са изпълнени. Въпреки това след по-малко от шест месеца през март 1939 г. Хитлер използва изострените отношения между словаци и чехи като претекст за завземане на останалата част от Чехословакия като протекторат Бохемия и Моравия. В същия месец той подсигурява връщането на територията Мемел от Литва на Германия. На британския министър-председател му се налага да обяви, че неговата политика на отстъпки към Хитлер се е провалила.
За шест години нацисткият режим подготвя държавата за Втората световна война. Нацисткото управление се опитва да премахне или подчини еврейското население в Германия и по-късно във вече окупираните страни чрез насилствено депортиране и в крайна сметка геноцид, познат като Холокост. Подобно отношение се налага и срещу други етнически групи и нации, смятани за получовешки като поляците, циганите или руснаците. Тези групи са смятани за заплаха за чистото арийско лице на Германия. Има също и много групи като тези, родили се с умствена недостатъчност или тези, физически недъгави по рождение, на които също се е гледало като заплаха за арийската чистота. След като премества германската граница навътре в Чехословакия (октомври 1938 г.) и завзема останалата част от Чехия като протекторат (март 1939 г.), Германският райх и Съветският съюз атакуват Полша на 1 септември 1939 г. като част от операцията на Вермахта под кодовото име Фал Вайс (Fall Weiss). Инвазията на Полша дава начало на Втората световна война.
До 1941 г. Германия бележи победа след победа, но съдбата се обръща в друга посока, когато през декември 1941 г. инвазията на Съветския съюз достига до Москва и там спира, а Съединените щати влизат във войната срещу Германия. Заради инвазията (Операция Барбароса) Съветският съюз се присъединява към Съюзниците. След съдбоносната битка за Сталинград Германия започва да губи войната. До втората половина на 1944 г. САЩ и Великобритания настъпват срещу Германия на запад, докато СССР атакуват от изток. През май 1945 г. Нацистка Германия пада, когато Берлин е превзет от съветската и полската войска. Хитлер се самоубива, когато победата на Съюзниците става неизбежна.
До септември 1945 г. Германският Райх (просъществувал едва 12 г.) и неговите съюзници в Оста (Италия и Япония) са победени най-вече от силите на Съветския съюз, Съединените щати и Обединеното кралство. Голяма част от Европа е в руини след тази опустошителна война, а шестдесет милиона души са убити (повечето от тях цивилни), включително около шест милиона евреи и пет милиона неевреи, загинали в Холокоста. След Втората световна война немската политическа и икономическа инфраструктура са унищожени, което води до нейното разделение, значителни териториални загуби (особено на изток) и исторически завещани вина и срам.

## Германия след 1945 г.

### Следвоенно състояние
Немците често говорят за 1945 г. като Stunde Null (нулев час), за да опишат почти тоталното разпадане на своята държава. На Потсдамската конференция Германия е разделена на четири военно окупирани зони от Съюзниците. Също на тази конференция се съгласяват провинциите на изток от реките Одер и Ниса (линия Одер-Ниса) да се върнат на Полша и Русия (Калининградска област). Постигането на съгласие на конференцията води до премахване на Прусия и изгонване на немците, живеещи в тези територии, и масовото германско изселване от Източна Европа. В процеса на насилствено изгонване умират милиони, а много страдат от изтощение и обезводняване.
В годините след войната немското население успява да съществува с големи трудности, гладувайки до смърт, а политиката на Съюзниците е на деиндустриализация  (План Моргентау), за да предотвратят бъдеща нова война, започната от Германия. Политиката на САЩ започва да се променя в края на 1946 г. и до средата на 1947 г. след влияние от страна на Обединения генерален щаб на САЩ и на генералите Луциус Клей и Джордж Маршал, администрацията на Хари Труман накрая разбира, че икономическото възобновяване на Европа не би могло да продължи без възстановяването на немската икономика, от която то зависи. През юли Труман премахва от „националните причини за сигурност“ член JCS 1067, който е заповед на военните сили на САЩ да „не предприемат и крачка към икономическата рехабилитация на Германия“. Този член е заменен от JCS 1779, който вместо това слага акцент на това, че „една порядъчна и просперираща Европа изисква икономическата подкрепа на стабилна и продуктивна Германия“.

### Разделяне
Трите западни окупирани зони (на САЩ, Обединеното кралство и Франция) се превръщат във Федерална република Германия (позната като ФРГ) със столица Бон, по силата на приет на 8 май 1949 г. основен закон, докато съветската зона става Германска демократична република (позната като ГДР) няколко седмици по-късно. ФРГ е основана като федерална демократична република, докато ГДР става социалистическа страна под влиянието на СССР. 
Западна Германия впоследствие се радва на продължителен икономически растеж, започнал в началото на 60-те години на ХХ век (Wirtschaftswunder, Германско икономическо чудо). Възстановяването се случва заради приетата на 20 юни 1948 г. (забранена допреди това) валутна реформа и заради подпомагането със заеми от страна на САЩ по плана „Маршал“.
ФРГ се присъединява към НАТО през 1955 г. и е основен член на Европейската икономическа общност през 1958 г.
ГДР е държава от социалистическия лагер, попадайки под пряк военен и политически контрол от страна на СССР чрез съветските окупационни сили и Варшавския договор. Макар да се твърди, че формата на управление е демокрация, политическата сила в Източна Германия е в ръцете основно на водещи членове (Политбюро) на контролираната от комунисти ГЕСДП (Германска единна социалистическа партия). Тяхната власт е подсигурена от ЩАЗИ – тайни служби с голям мащаб, и множество други организации, контролиращи всеки аспект на обществото. Осъществява се икономика по модела на СССР, а впоследствие ГДР става най-развитата страна от Съвета за икономическа взаимопомощ. Докато пропагандата в Източна Германия е базирана на облагите на социалното положение на страната и на постоянната заплаха от инвазия от страна на ФРГ, много от нейните граждани гледат на Западна Германия като страна с политическа свобода и икономически просперитет. Берлинската стена, издигната през 1961 г., за да предотврати бягството на граждани от ГДР към ФРГ, става символ на Студената война.

### Обединение
Отношенията между двете следвоенни немски държави остават студени, докато канцлерът на ФРГ Вили Бранд започва силно оспорван подход към комунистическата ГДР през 70-те години на XX век („Ostpolitik“ – Източна политика), чиято кулминация представлява „Warschauer Kniefall“ на 7 декември 1970 г. Въпреки че е нетърпелива да облекчи трудностите на разделените семейства и да намали напрежението, политиката на ФРГ под управлението на Бранд държи на своята концепция за „две германски държави за една германска нация“. Взаимоотношенията се подобряват въпреки всичко и през септември 1973 г. ГДР и ФРГ са приети в ООН.
През лятото на 1989 г. в ГДР се провеждат драстични промени познати като мирна революция или Венденската революция („Die Wende“), което в крайна сметка води до обединението на Германия. Растящ брой хора от изток емигрират към ФРГ. За целта мнозина от тях използват Унгария след отварянето на унгарските граници от реформаторското управление. Хиляди немци от ГДР също се опитват да достигнат Запада чрез организиране на протести, при които те остават в определени сгради, докато не бъдат изпълнени исканията им. Такива протести се случват в множество източноевропейски столици, най-вече в Прага. Масовото емигриране е сигнал за драстични политически промени в ГДР, докато масовите демонстрации в някои големи градове продължават.
Заплашен от гражданско неподчинение, източногерманският лидер Ерих Хонекер е принуден да се оттегли през октомври, а на 9 ноември властите в ГДР неочаквано позволяват на техните граждани да влизат в Западен Берлин и ФРГ. Стотици хиляди хора използват тази възможност. Това води до ускоряване на реформаторския процес в ГДР, който завършва с обединението на Германия, което влиза в сила на 3 октомври 1990 г. През 2010 г. просперираща Германия чества 20 години от окончателното си трето обединение.

### Роля в Европейския съюз
Заедно с Франция, Великобритания и други големи държави, Германия играе водеща роля в Европейския съюз. Германия, особено под управлението на канцлер Хелмут Кол, е една от основните страни, застъпили се за влизането на много страни от Източна Европа в ЕС. Германия е на челно място в държавите от ЕС, търсещи разработване на силата на валутния съюз за напредване в създаването на по-обединен и способен европейски политически, защитен и сигурен апарат. Немският канцлер Шрьодер изразява интерес към постоянно място за Германия в Съвета за сигурност на ООН, идентифицирайки Франция, Русия и Япония като страни, които категорично подкрепят желанието на Германия.

## Историография
Голям исторически диспут относно историята на Германия се свързва с т. нар. „Особен път на Германия“ (Deutscher Sonderweg) или още странният, специален път, които разделя историята на Германия от „нормалния“ курс на историческо развитие и дали Нацистка Германия представлява неизбежен резултат от този път. Защитници на теорията за „особения път“ като Фритц Фишер изтъкват исторически събития като Революцията от 1848 г., авторитарността на Втората империя и продължаването на имперския елит във Ваймарската република и Нацисткия период. Опоненти на теорията като Герхард Ритер спорят, че застъпниците на теорията са виновни в търсене на селективни примери и че в Германската история има много случайности. В допълнение, съществува и спор между поддръжниците на „особения път“ относно причините за този „особен път“ и дали той завършва през 1945 или през 1990 г.